# HMS Canada (1765)
Pour les autres navires du même nom, voir HMS Canada.
Le HMS Canada est un vaisseau de 74 canons en service dans la Royal Navy à la fin du XVIIIe et au début du XIXe siècle.

## Conception et construction
Le HMS Canada est le premier navire de la classe Canada. Commandé le 1er décembre 1759, il est construit au chantier naval de Woolwich et lancé le 17 septembre 1765.
Long de 170 pieds (51,8 m) au niveau du pont-batterie et de 133 pieds (40,5 m) au niveau de la quille, le navire est large de 46,75 pieds (14,2 m) et possède un tirant d'eau de 20 pieds 6 pouces (6,25 m). Le HMS Canada est armé de 28 canons de 32 livres sur le pont-batterie principal, 28 canons de 18 livres sur le pont-batterie supérieur, 14 canons de 9 livres sur la dunette et 4 canons de 9 livres sur la gaillard d'avant pour un total de 74 canons et 1 562 livres.

## Service actif
Le 2 mai 1781, le HMS Canada attaque et capture la frégate espagnole Santa Leocadia, armée de 34 canons. En 1782, le vaisseau participe à la bataille de Saint-Christophe sous les ordres de William Cornwallis, puis à la bataille des Saintes.
Le 6 novembre 1794, les HMS Canada et Alexander sont attaqués par une escadre française au large des Sorlingues. Le HMS Canada, commandé par Charles Powell Hamilton, parvient à s'échapper tandis que le HMS Alexander est pris.
Le 12 octobre 1798, le HMS Canada participe à la victoire britannique de la bataille de l'île de Toraigh.

## Dernières années

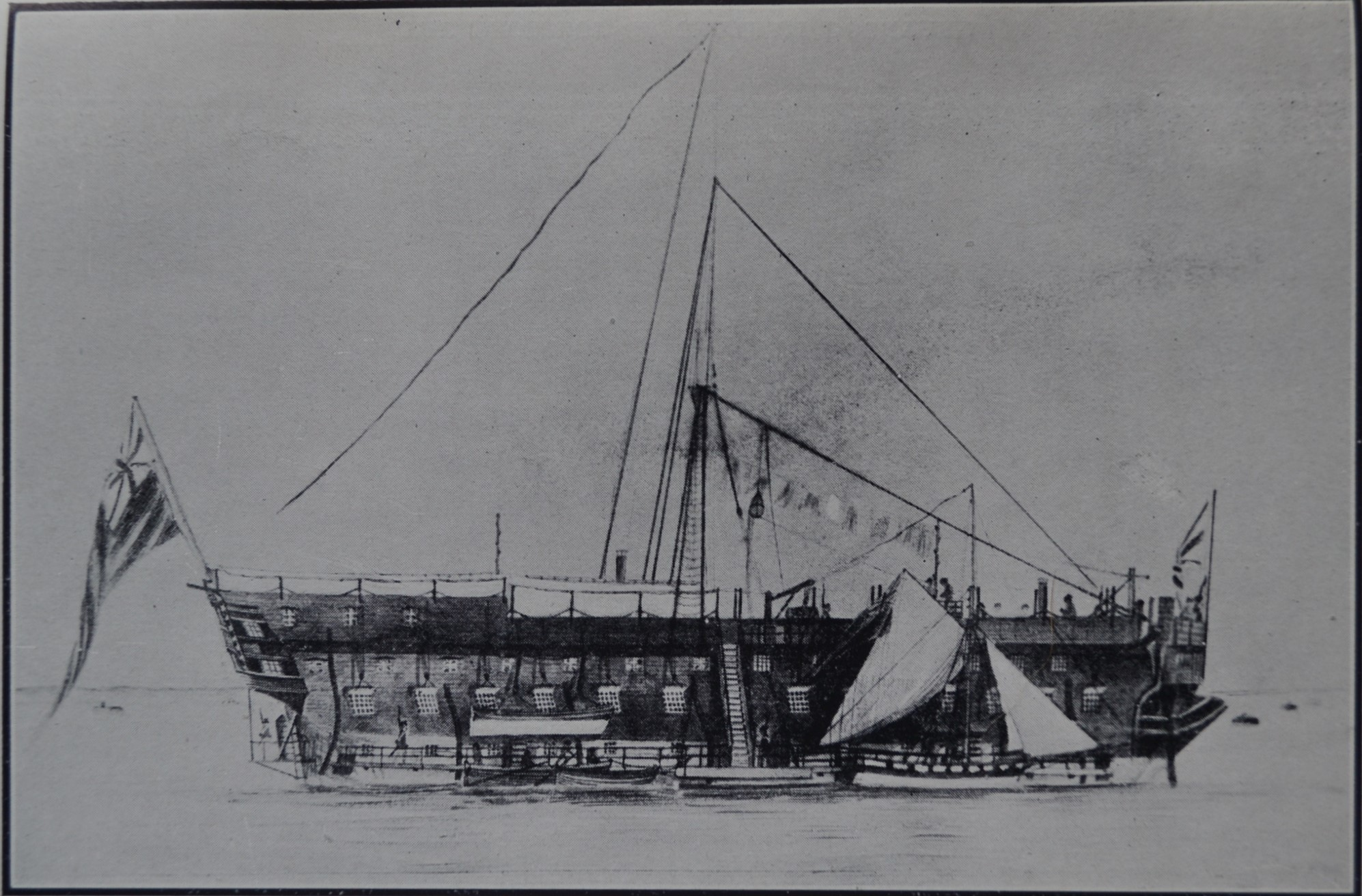
HMS Canada, 5 Juillet 1811

Le HMS Canada est converti en ponton en 1810 puis est démoli en 1834.